# Scott Suggs
Scott Suggs (Washington, 10 novembre 1989) è un cestista statunitense.
È fratello di Skyler Suggs, ex defensive lineman dei Guelfi Firenze.

## Statistiche

### College
| Anno      | Squadra            | PG  | PT | MP   | TC%  | 3P%  | TL%  | RP  | AP  | PRP | SP  | PP   |
| --------- | ------------------ | --- | -- | ---- | ---- | ---- | ---- | --- | --- | --- | --- | ---- |
| 2008-2009 | Washington Huskies | 18  | 0  | 4,7  | 50,0 | 33,3 | 50,0 | 0,4 | 0,1 | 0,1 | 0,1 | 1,3  |
| 2009-2010 | Washington Huskies | 35  | 0  | 13,8 | 38,3 | 37,4 | 77,4 | 1,2 | 0,7 | 0,3 | 0,0 | 4,7  |
| 2010-2011 | Washington Huskies | 31  | 10 | 18,3 | 48,5 | 45,0 | 76,5 | 1,9 | 1,1 | 0,3 | 0,2 | 7,4  |
| 2012-2013 | Washington Huskies | 31  | 31 | 30,8 | 42,4 | 38,7 | 87,1 | 2,3 | 1,3 | 0,6 | 0,3 | 12,2 |
| Carriera  | Carriera           | 115 | 41 | 18,2 | 43,4 | 40,1 | 82,1 | 1,6 | 0,9 | 0,3 | 0,2 | 6,9  |

### G League

#### Regular Season
| Anno      | Squadra       | PG | PT | MP   | TC%  | 3P%  | TL%  | RP  | AP  | PRP | SP  | PP   |
| --------- | ------------- | -- | -- | ---- | ---- | ---- | ---- | --- | --- | --- | --- | ---- |
| 2013-2014 | Erie BayHawks | 47 | 41 | 36,7 | 47,5 | 40,3 | 83,9 | 3,9 | 2,1 | 1,1 | 0,1 | 18,5 |
| 2015-2016 | Raptors 905   | 50 | 43 | 36,0 | 44,1 | 41,9 | 88,9 | 3,4 | 1,9 | 0,7 | 0,2 | 18,0 |
| Carriera  | Carriera      | 97 | 84 | 36,4 | 45,8 | 41,1 | 86,6 | 3,6 | 2,0 | 0,9 | 0,2 | 18,2 |

## Palmarès
- Jason Collier Sportsmanship Award (2016)